# Борренес
Борренес (ісп. Borrenes) — муніципалітет в Іспанії, у складі автономної спільноти Кастилія-і-Леон, у провінції Леон. Населення — 402 особи (2010).
Муніципалітет розташований на відстані близько 340 км на північний захід від Мадрида, 95 км на захід від Леона.
На території муніципалітету розташовані такі населені пункти: (дані про населення за 2010 рік)
- Борренес: 178 осіб
- Ла-Чана: 34 особи
- Орельян: 59 осіб
- Сан-Хуан-де-Палуесас: 101 особа
- Восес: 30 осіб

## Демографія
Динаміка населення (INE ):